# Courier de l'Europe
Le Courier de l'Europe (en castellano  «El Correo de Europa») fue un periódico bisemanal franco-británico, publicado sucesivamente en Londres, luego en Boulogne-sur-Mer y después nuevamente en Londres, entre 1776 y 1792. Este periódico debió cambiar tres veces de nombre antes de tomar el definitivo de Courier de Londres: primero fue Courier de l'Europe, después Courier de l'Europe ou Mémoire pour servir à l'histoire universelle (nombre de la edición inglesa de los años 1777-1778), luego Courier politique et littéraire. Annonces et Avis divers o French Evening Post.

## Historia y contexto
En un primer momento, este periódico que vio la luz al tiempo de los primeros movimientos de la guerra de independencia americana, abogaba por una intervención francesa en las colonias británicas y brindaba al público informaciones relevantes sobre las operaciones militares y sus repercusiones en la sociedad británica.  Fue el primer periódico que publicó para el público francoparlante el texto de la Declaración de Independencia de las Trece Colonias (Declaración de Independencia de los Estados Unidos).
Tomando los principios de este último documento, el Courier de l'Europe comienza en Francia la difusión de ciertos principios referentes a la libertad de prensa (consagrada plenamente en la declaración de independencia norteamericana) y desde sus primeros números, en particular el segundo y el quinto, lanza verdaderas diatribas contra el gobierno francés, particularmente contra el ministro de Marina Real Maurepas y la reina María Antonieta. En estos textos plantea un programa igualitarista radical que revela claramente su carácter peligroso a los ojos de la corte real de Francia, lo que conducirá a su prohibición. Su propietario Samuel Swinton entrará en negociaciones con el ministro Vergennes gracias a la mediación de Beaumarchais, negociaciones que acabarán en un restablecimiento de la publicación (reintroducción en Francia, puesto que se continuaba publicando en Inglaterra) bajo ciertas condiciones, como la de ser sometido a la censura estatal; este acto de capitulación redundará en un apoyo oficial al mismo tiempo que mejorará su reputación en los últimos días del Antiguo Régimen, durante los cuales será considerado una de las publicaciones más veraces.
A pesar de la Censura Real, el Courier de l'Europe, mediante la difusión en territorio francés de las costumbres de la vida política británica (fundamentalmente el parlamentarismo), cumpliría un papel de vital importancia en la génesis del pensamiento prerrevolucionario que se estaba desarrollando en los albores de las jornadas decisivas de 1789. Después de la Revolución Francesa, el periódico contará con figuras como Babeuf entre sus corresponsales, sumándose a la difusión de las ideas revolucionarias hasta su salida de circulación en 1792.